# Brod v Podbočju
Brod v Podbočju – wieś w Słowenii, w gminie Krško. W 2018 roku liczyła 113 mieszkańców.